# 利索韋 (別爾季切夫區)
49°52′13″N 28°25′3″E / 49.87028°N 28.41750°E
利索韋（烏克蘭語：Лісове），是烏克蘭的村落，位於該國北部日托米爾州，由別爾季切夫區負責管轄，始建於1929年，面積0.27平方公里，海拔高度271米，2001年人口41，人口密度每平方公里153人。